# ギアステーション
ギアステーションは、スカパー!の釣りビジョンで放送されている釣り番組。

## 出演
- 松田悟志
- 福島和可菜

過去の番組MC
- つるの剛士
- 末川かおり

## 番組コーナー
- ギアコレクション
- 俺に訊け
- ギアステモバイル
- MONO×Fishing
- ランキングナウ
- 出動！スポットハンター